# Racinoa spiralis
Racinoa spiralis is een vlinder uit de familie van de echte spinners (Bombycidae). De wetenschappelijke naam voor de soort is voor het eerst geldig gepubliceerd in 2008 door Lars Kühne.
De soort komt voor in het Afrotropisch gebied.